# Blau-Weiß Hohen Neuendorf
Blau-Weiss Hohen Neuendorf (vollständiger Name: Sportverein Blau-Weiss Hohen Neuendorf e. V.) ist ein Fußballverein aus der brandenburgischen Stadt Hohen Neuendorf. Die erste Frauenmannschaft spielt aktuell in der Regionalliga Nordost, die erste Männermannschaft spielt in der Berlin-Liga.

## Geschichte
Bereits seit Beginn des 20. Jahrhunderts wurde in den Vereinen Vorwärts und Fichte Fußball gespielt. Obwohl Hohen Neuendorf im heutigen Brandenburg liegt, spielten beide Vereine in Berliner Ligen. Nach dem Ende des Zweiten Weltkrieges wurden beide Vereine in die kommunale Sportgruppe TSG Vorwärts zusammengefasst. Diese änderte ihren Namen zunächst in Turbine Wasserwerke und später BSG WAB (Wasseraufbereitung und Abwasserbehandlung) Stolpe / Hohen Neuendorf. Nach der Wiedervereinigung nahm der Verein seinen heutigen Namen an. Spielstätte des Vereins ist die Sportanlage „Niederheide“. Die Anlage umfasst zwei Rasen- und einen Kunstrasenplatz. Das neue Sportfunktionsgebäude wurde am 13. November 2009 offiziell eingeweiht.

## Frauenfußball
Die Frauenmannschaft stieg 2003 in die damals zweitklassige Regionalliga Nordost auf. In den folgenden Jahren schloss die Mannschaft stets auf einem besseren Tabellenplatz als im Vorjahr ab. Nach dem dritten Platz in der Saison 2006/07 wurde man ein Jahr später Vizemeister. Da die zweite Mannschaft des FF USV Jena nicht für die 2. Bundesliga gemeldet hatte, konnte der Vizemeister aufsteigen. Mit dem Ablauf der Saison wurde zudem Spielführerin Eva-Maria Gesang zur Berliner Amateurfußballerin des Jahres 2008 durch die Sportredaktion der Fußball-Woche gewählt. 
In der Zweitligasaison 2008/09 wurde auf Anhieb der Klassenerhalt geschafft. Nach sieben Spieltagen in der Saison 2009/10 trat das Funktionsteam um Cheftrainer Martin Schalow geschlossen zurück. Bis dato rangierte man mit nur einem Punkt auf dem letzten Tabellenplatz der 2. Bundesliga Nord. Als Interimslösung fungierte seit diesem Zeitpunkt Vereinswirt Michael Rossbach. Nach zweijährigem Intermezzo in der 2. Bundesliga musste die Frauenmannschaft den Abstieg in die Regionalliga hinnehmen. Der direkte Wiederaufstieg misslang. Jedoch konnte sich die Mannschaft im Berliner Pokalfinale gegen den 1. FC Union Berlin mit 3:1 durchsetzen und qualifizierte sich somit für die erste Runde des DFB-Pokals der Saison 2011/12.
Im Jahr 2012 kehrte die 1. Frauenmannschaft als Doublesieger (Regionalliga-Meister und Berliner Pokalsieger) zurück in die 2. Bundesliga Nord. Dort sicherte sich Blau-Weiß im Jahre 2013 den Klassenerhalt erst in der Relegation gegen den 1. FFC Recklinghausen. Ein Jahr später stieg Hohen Neuendorf nach verlorener Relegation gegen den ETSV Würzburg in die Regionalliga ab. 2014 stieg die Mannschaft erneut ab, konnte aber diesmal den direkten Wiederaufstieg feiern. Nach drei weiteren Jahren in der 2. Bundesliga mussten die Blau-Weißen schließlich 2018 abermals absteigen. 2023 folgte der Abstieg in die Berlin-Liga, ehe sie 2025 als Berliner Meister wieder in die Regionalliga aufstiegen.

### Erfolge
- Aufstieg in die 2. Bundesliga 2008, 2012 und 2015
- Meister der Regionalliga Nordost 2012 und 2015
- Aufstieg in die Regionalliga Nordost 2003
- Berliner Pokalsieger 2011, 2012 und 2015

### Statistik
| Saison                                                                                            | Liga                        | Platz | S  | U  | N  | Tore   | Punkte | DFB-Pokal |
| ------------------------------------------------------------------------------------------------- | --------------------------- | ----- | -- | -- | -- | ------ | ------ | --------- |
| 1997/98                                                                                           | Bezirksliga Berlin          | 06.   | 06 | 02 | 10 | 37:48  | 20     | –         |
| 1998/99                                                                                           | Bezirksliga Berlin          | 04.   | 10 | 02 | 04 | 97:43  | 32     | –         |
| 1999/2000                                                                                         | Landesliga Berlin           | 04.   | 12 | 01 | 09 | 79:43  | 37     | –         |
| 2000/01                                                                                           | Landesliga Berlin           | 01.   | 21 | 0  | 03 | 131:35 | 63     | –         |
| 2001/02                                                                                           | Verbandsliga Berlin         | 01.   | 21 | 05 | 0  | 151:24 | 68     | –         |
| 2002/03                                                                                           | Verbandsliga Berlin         | 01.   | 22 | 0  | 02 | 142:35 | 66     | –         |
| 2003/04                                                                                           | Regionalliga Nordost        | 08.   | 07 | 04 | 11 | 48:63  | 25     | –         |
| 2004/05                                                                                           | Regionalliga Nordost        | 05.   | 12 | 04 | 06 | 53:41  | 40     | –         |
| 2005/06                                                                                           | Regionalliga Nordost        | 04.   | 11 | 04 | 07 | 59:40  | 37     | –         |
| 2006/07                                                                                           | Regionalliga Nordost        | 03.   | 18 | 01 | 03 | 71:35  | 55     | –         |
| 2007/08                                                                                           | Regionalliga Nordost        | 02.   | 14 | 02 | 06 | 51:31  | 44     | –         |
| 2008/09                                                                                           | 2. Bundesliga Nord          | 08.   | 07 | 03 | 14 | 29:41  | 24     | 1. Runde  |
| 2009/10                                                                                           | 2. Bundesliga Nord          | 12.   | 02 | 04 | 16 | 20:48  | 10     | 2. Runde  |
| 2010/11                                                                                           | Regionalliga Nordost        | 02.   | 15 | 02 | 03 | 49:12  | 47     | 1. Runde  |
| 2011/12                                                                                           | Regionalliga Nordost        | 01.   | 18 | 02 | 02 | 90:21  | 56     | 2. Runde  |
| 2012/13                                                                                           | 2. Bundesliga Nord          | 10.   | 03 | 05 | 14 | 18:56  | 14     | 2. Runde  |
| 2013/14                                                                                           | 2. Bundesliga Nord          | 10.   | 07 | 04 | 11 | 24:54  | 25     | 2. Runde  |
| 2014/15                                                                                           | Regionalliga Nordost        | 01.   | 15 | 02 | 03 | 53:18  | 47     | 1. Runde  |
| 2015/16                                                                                           | 2. Bundesliga Nord          | 10.   | 02 | 06 | 14 | 20:50  | 12     | 1. Runde  |
| 2016/17                                                                                           | 2. Bundesliga Nord          | 08.   | 06 | 05 | 11 | 26:48  | 23     | 2. Runde  |
| 2017/18                                                                                           | 2. Bundesliga Nord          | 11.   | 02 | 04 | 16 | 18:76  | 10     | 1. Runde  |
| 2018/19                                                                                           | Regionalliga Nordost        | 05.   | 11 | 03 | 08 | 51:33  | 36     | 1. Runde  |
| 2019/20                                                                                           | Regionalliga Nordost        | 10.   | 01 | 05 | 09 | 16:37  | 08     | –         |
| 2020/21                                                                                           | Regionalliga Nordost (Nord) | 04.   | 02 | 0  | 03 | 14:16  | 06     | –         |
| 2021/22                                                                                           | Regionalliga Nordost        | 09.   | 04 | 04 | 06 | 15:28  | 16     | –         |
| 2022/23                                                                                           | Regionalliga Nordost        | 12.   | 05 | 04 | 17 | 37:75  | 19     | –         |
| 2023/24                                                                                           | Berlin-Liga                 | 02.   | 24 | 0  | 04 | 116:13 | 72     | –         |
| 2024/25                                                                                           | Berlin-Liga                 | 01.   | 20 | 04 | 02 | 107:17 | 64     | –         |
| 2025/26                                                                                           | Regionalliga Nordost        |       |    |    |    |        |        |           |
| Anmerkung: Grün unterlegte Spielzeiten kennzeichnen einen Aufstieg, rot unterlegte einen Abstieg. |                             |       |    |    |    |        |        |           |